# Ел Салтито, Ел Ембаркадеро дел Салтито (Ла Унион де Исидоро Монтес де Ока)
Ел Салтито, Ел Ембаркадеро дел Салтито (шп. El Saltito, El Embarcadero del Saltito) насеље је у Мексику у савезној држави Гереро у општини Ла Унион де Исидоро Монтес де Ока. Насеље се налази на надморској висини од 58 м.

## Становништво
Према подацима из 2010. године у насељу су живела 4 становника.

### Хронологија
| Година       | 2000       | 2005         | 2010 |
| ------------ | ---------- | ------------ | ---- |
| Становништво | 17 (8 / 9) | 25 (12 / 13) | 4    |

### Попис
| # | Индикатор                     | Вредност |
| - | ----------------------------- | -------- |
| 1 | Укупно домаћинстава           | 2        |
| 2 | Укупно насељених домаћинстава | 2        |
| 3 | Величина локације             | 1        |